# EA-4181
EA-4181 (Agente experimental 4181), é um agente químico sintético de formulação C29H48Br2N6O4. É descrito no por especialistas como um agente carbamato levemente mais tóxico que VX.